# Esteban Ostojich
Esteban Daniel Ostojich Vega (San José de Mayo, 12 aprile 1982) è un arbitro di calcio uruguaiano.

## Carriera
Ha iniziato ad arbitrare in Primera División in Uruguay nel 2013. Nel 2016 è stato incluso per la prima volta nella lista degli arbitri internazionali della FIFA. Ha diretto il suo primo incontro internazionale tra club l'11 agosto 2016: una partita di Coppa Sudamericana tra Sol de América e Jorge Wilstermann. L'anno successivo, il 12 aprile 2017, ha diretto il suo primo incontro in Coppa Libertadores tra Grêmio e Deportes Iquique. Il 16 novembre 2018 ha arbitrato il primo match tra nazionali: un'amichevole tra Argentina e Messico. Nel 2019 viene selezionato tra gli arbitri della Copa América in Brasile, dove dirige un match della fase a gironi tra Bolivia e Venezuela.
È spesso stato utilizzato come arbitro VAR in varie occasioni tra cui due finali di Coppa Libertadores. Selezionato come arbitro VAR per la Coppa del mondo per club FIFA 2019 in Qatar, gli è stata assegnata anche la finale tra Liverpool e Flamengo.
Nel febbraio 2021 sostituisce il compatriota Leodán González, che da forfait per motivi di salute, come arbitro della Coppa del mondo per club, dove arbitra anche la finale tra Bayern Monaco e Tigres UANL. Nel luglio 2021 arbitra la finale della Copa América 2021 tra Argentina e Brasile.